# 王榮祿
王榮祿，居於香港之馬來西亞華人舞蹈家，不加鎖舞踊館藝術總監。
王榮祿1989年赴港加入香港舞蹈團任舞者；1993年加入城市當代舞蹈團；2002年成立不加鎖舞踊館；2014年獲香港藝術發展獎年度最佳藝術家獎（舞蹈）。